# Autostrada AP-61 (Hiszpania)
Autostrada AP-61 (hiszp. Autopista AP-61) także Conexión Segovia - autostrada w Hiszpanii. 
Droga łączy Segowię z autostradą AP-6 z pobliżu miejscowości San Rafael. Umożliwia dojazd z Madrytu do Segowii przez pasmo górskie Sierra de Guadarrama. Wzdłuż autostrady biegnie bezpłatna droga N-603.